# Prundu
Prundu is een Roemeense gemeente in het district Giurgiu.
Prundu telt 4496 inwoners.